# Marnardals kommun
Marnardals kommun (norska: Marnardal kommune) var en kommun i Vest-Agder fylke i södra Norge. Kommunens centralort var Heddeland.

## Administrativ historik
Marnardals kommun kommun bildades den 1 januari 1964 genom en sammanslagning av Laudals kommun, större delarna av Øyslebø och Bjellands kommuner samt mindre områden av Finslands kommun.
Den 1 januari 2020 gick kommunen, tillsammans med Mandals kommun, upp i Lindesnes kommun.